# Björn Runström
Björn Sandro Runström (* 1. März 1984 in Stockholm) ist ein ehemaliger schwedischer Fußballspieler. In seiner aktiven Laufbahn spielte Runström unter anderem für den 1. FC Kaiserslautern. 2012 beendete er seine Karriere bei New England Revolution in der Major League Soccer (MLS).

## Laufbahn

### Verein
Björn Runström kam als Zwölfjähriger von Enskede zu Hammarby IF. Er wurde schnell zu einem Leistungsträger der Jugendmannschaften im Verein und der Nationalmannschaft.
Im Alter von 16 Jahren wechselte er zum FC Bologna, konnte sich aber in der A-Mannschaft nicht durchsetzen. Achtzehnjährig wurde er von Chievo Verona verpflichtet, doch auch hier konnte der als Supertalent gehandelte Spieler sich nicht durchsetzen. Die nächste Station hieß AC Florenz, wo es ihm ähnlich erging.
Als er erfuhr, dass sich sein Verein die Dienste des aufstrebenden Kim Källström von Djurgårdens IF sichern, und ihn dabei als Tauschobjekt anbieten wollte, war Björn Runström so entsetzt, dass er sich diesem Geschäft kategorisch verweigerte. Was die Verantwortlichen von Djurgårdens IF zur Weißglut brachte, stellte sich als Glücksfall für den Erzrivalen Hammarby IF heraus. Runström wechselte 2003 ablösefrei zurück in die Heimat. Dort gelang ihm der Durchbruch und er spielte in der schwedischen U-21-Nationalmannschaft.
Runström wechselte 2006 zum FC Fulham. Von dort wurde er im Januar 2007 zum englischen Zweitligisten Luton Town ausgeliehen. Zu Beginn der Saison 2007/08 wechselte er auf Leihbasis zum deutschen Zweitligisten 1. FC Kaiserslautern. Nachdem er in Kaiserslautern mit seinen Auftritten nicht überzeugen konnte und schließlich unter dem neuen Trainer Milan Šašić nur noch Joker war, wechselte er zur Saison 2008/09 nach Dänemark zu Odense BK. Nachdem er dort jedoch nur noch eine Reservistenrolle gespielt hatte, wurde er zur Saison 2010 bis Jahresende an Molde FK ausgeliehen, die zudem eine Kaufoption für Runström besaßen. Nach seiner Rückkehr zu Odense wechselte Runström wieder in die Heimat zu Hammarby IF. Im Frühjahr 2012 absolvierte Runström ein Probetraining bei New England Revolution in den Vereinigten Staaten und unterzeichnete schließlich Ende März einen Vertrag. Nach drei torlosen Einsätzen als Einwechselspieler in der Major League Soccer verzichtete der Klub Ende Juni auf eine Option, die Runström auch in der zweiten Jahreshälfte an den Verein gebunden hätte.

### Nationalmannschaft
Runström spielte zwischen 2004 und 2006 20-mal für die U21-Auswahl Schwedens und erzielte dabei fünf Tore.